# هنريك سيلانبا
هنريك سيلانبا (بالفنلندية: Henrik Sillanpää)‏ هو لاعب كرة مضرب فنلندي، ولد في 24 يناير 1991 في تامبيري في فنلندا.

## وصلات خارجية
- هنريك سيلانبا على موقع رابطة محترفي التنس (الإنجليزية)
- هنريك سيلانبا على موقع الاتحاد الدولي لكرة المضرب (الإنجليزية)
- هنريك سيلانبا على موقع كأس ديفيز (الإنجليزية)
- هنريك سيلانبا على موقع خلاصة التنس.كوم (الإنجليزية)